# فكتور تيشينكو
فكتور تيشينكو (بالروسية: Тищенко, Виктор Григорьевич)‏ هو لاعب كرة قدم ومدرب كرة قدم روسي في مركز الوسط، ولد في 22 فبراير 1949. لعب مع لوكوموتيف موسكو.